# Джума Ба
Абдулай Джума Ба (англ. Abdulai Juma Bah; нар. 11 квітня 2006, Фрітаун) — сьєрралеонський футболіст, захисник англійського клубу «Манчестер Сіті» і збірної Сьєрра-Леоне. На правах оренди виступає за французьку «Ніццу».

## Клубна кар'єра
Почав займатися футболом у місцевій «Фрітаун Джаєнт Академі», а 2021 року підписав контракт з клубом «АІК Фрітонг». В сезонах 2022–23 и 2023–24 на правах оренди виступав за клуб Прем'єр-ліги «Фрітоніанс СЛІФА»

### «Реал Вальядолід»
Влітку 2024 року на правах оренди перейшов в іспанський клуб Ла-Ліги «Реал Вальядолід». Одразу після переходу переведений до резервної команди, що змагається у Сегунді Федерасьйон. 21 вересня 2024 року дебютував за нову команду в матчі чемпіонату Іспанії проти «Реал Сосьєдада», вийшовши в стартовому складі.
22 січня 2025 року стало відомо про розірвання угоди з «Реал Вальядолідом».

### «Манчестер Сіті»

#### Оренда в «Ланс»
27 січня 2025 року підписав контракт з англійським клубом «Манчестер Сіті», після чого одразу відправився на правах оренди у французький «Ланс» до кінця сезону. 31 січня дебютував за нову команду в матчі Ліги 1 проти «Монпельє», вийшовши на заміну Жонатану Граді. Всього за час оренди провів 10 поєдинків.

#### Оренда в «Ніццу»
25 червня 2025 року відправився в сезонну оренду у французьку «Ніццу». 6 серпня 2025 року дебютував за «Ніццу» в матчі кваліфікації Ліги чемпіонів УЄФА проти португальської «Бенфіки», вийшовши в стартвому складі.

## Кар'єра в збірній
28 травня 2024 року вперше викликаний до збірної Сьєрра-Леоне головним тренером Аміду Карімом для участі в матчах відбіркового турніру до чемпіонату світу 2026 проти збірних Джибуті та Буркіна-Фасо. 
20 березня 2025 року в поєдинку кваліфікації чемпіонату світу 2026 проти збірної Гвінеї-Бісау дебютував за збірну Сьєрра-Леоне, вийшовши в стартовому складі.

## Статистика виступів

### Клубна статистика
Станом на 16 серпня 2025 
| Клуб                | Сезон             | Чемпіонат           | Чемпіонат | Чемпіонат | Кубок | Кубок | Кубок ліги | Кубок ліги | Єврокубки | Єврокубки | Інші  | Інші | Всього | Всього |
| Клуб                | Сезон             | Дивізіон            | Матчі     | Голи      | Матчі | Голи  | Матчі      | Голи       | Матчі     | Голи      | Матчі | Голи | Матчі  | Голи   |
| ------------------- | ----------------- | ------------------- | --------- | --------- | ----- | ----- | ---------- | ---------- | --------- | --------- | ----- | ---- | ------ | ------ |
| АІК Фрітонг         | 2024–25           | —                   | —         | —         | —     | —     | —          | —          | —         | —         | —     | —    | 0      | 0      |
| → Реал Вальядолід Б | 2024–25           | Сегунда Федерасьйон | 1         | 0         | —     | —     | —          | —          | —         | —         | —     | —    | 1      | 0      |
| → Реал Вальядолід   | 2024–25           | Ла-Ліга             | 10        | 0         | 1     | 0     | —          | —          | —         | —         | —     | —    | 11     | 0      |
| Реал Вальядолід     | 2024–25           | Ла-Ліга             | 2         | 0         | 0     | 0     | —          | —          | —         | —         | —     | —    | 2      | 0      |
| Манчестер Сіті      | 2024–25           | Прем'єр-ліга        | 0         | 0         | 0     | 0     | 0          | 0          | 0         | 0         | —     | —    | 0      | 0      |
| → Ланс              | 2024–25           | Ліга 1              | 10        | 0         | 0     | 0     | —          | —          | —         | —         | —     | —    | 10     | 0      |
| → Ніцца             | 2025–26           | Ліга 1              | 1         | 0         | 0     | 0     | —          | —          | 2         | 0         | —     | —    | 3      | 0      |
| Всього за кар'єру   | Всього за кар'єру | Всього за кар'єру   | 24        | 0         | 1     | 0     | 0          | 0          | 2         | 0         | 0     | 0    | 27     | 0      |

1. ↑  Матчі в Лізі чемпіонів УЄФА

### Міжнародна статистика
Станом на 25 березня 2025 
| Збірна            | Сезон             | Товариські | Товариські | Офіційні | Офіційні | Всього | Всього |
| Збірна            | Сезон             | Матчі      | Голи       | Матчі    | Голи     | Матчі  | Голи   |
| ----------------- | ----------------- | ---------- | ---------- | -------- | -------- | ------ | ------ |
| Сьєрра-Леоне      |                   |            |            |          |          |        |        |
| 2025              | 0                 | 0          | 2          | 0        | 2        | 0      |        |
| Всього за кар'єру | Всього за кар'єру | 0          | 0          | 2        | 0        | 2      | 0      |

### Матчі за збірну
Станом на 25 березня 2025 
| Матчі Джуми Ба за збірну Сьєрра-Леоне | Матчі Джуми Ба за збірну Сьєрра-Леоне | Матчі Джуми Ба за збірну Сьєрра-Леоне | Матчі Джуми Ба за збірну Сьєрра-Леоне | Матчі Джуми Ба за збірну Сьєрра-Леоне | Матчі Джуми Ба за збірну Сьєрра-Леоне | Матчі Джуми Ба за збірну Сьєрра-Леоне | Матчі Джуми Ба за збірну Сьєрра-Леоне |
| №                                     | Дата                                  | Суперник                              | Рахунок                               | Голи                                  | Картки                                | Хвилини                               | Змагання                              |
| ------------------------------------- | ------------------------------------- | ------------------------------------- | ------------------------------------- | ------------------------------------- | ------------------------------------- | ------------------------------------- | ------------------------------------- |
| 1                                     | 20 березня 2025                       | Гвінея-Бісау                          | 3–1                                   |                                       |                                       | 90'                                   | Відбіркові матчі ЧС-2026              |
| 2                                     | 25 березня 2025                       | Єгипет                                | 0–1                                   |                                       |                                       | 90'                                   | Відбіркові матчі ЧС-2026              |

Всього: 2 матчі / 0 голів; 1 перемога, 0 нічиїх, 1 поразка.